# Ieper
Ieper (Frans: Ypres) is een stad in de Westhoek, in het zuidwesten van de Belgische provincie West-Vlaanderen. De stad telt ongeveer 35.000 inwoners en is daarmee de op vijf na grootste stad van West-Vlaanderen. Ieper is tevens het centrum van het gelijknamige arrondissement en de grootste stad in de Westhoek, waar ook de steden Veurne, Poperinge en Diksmuide een verzorgende rol hebben in de regio. De bijnaam van Ieper luidt 'de Kattenstad' of sinds het bezoek van paus Johannes Paulus II, 'Vredesstad'. Vroeger werd de stad soms ook Ieperen genoemd, zoals ook het Franse Ypres als een meervoud klinkt. Ieper ligt in de streek West-Vlaams Heuvelland.

## Geschiedenis

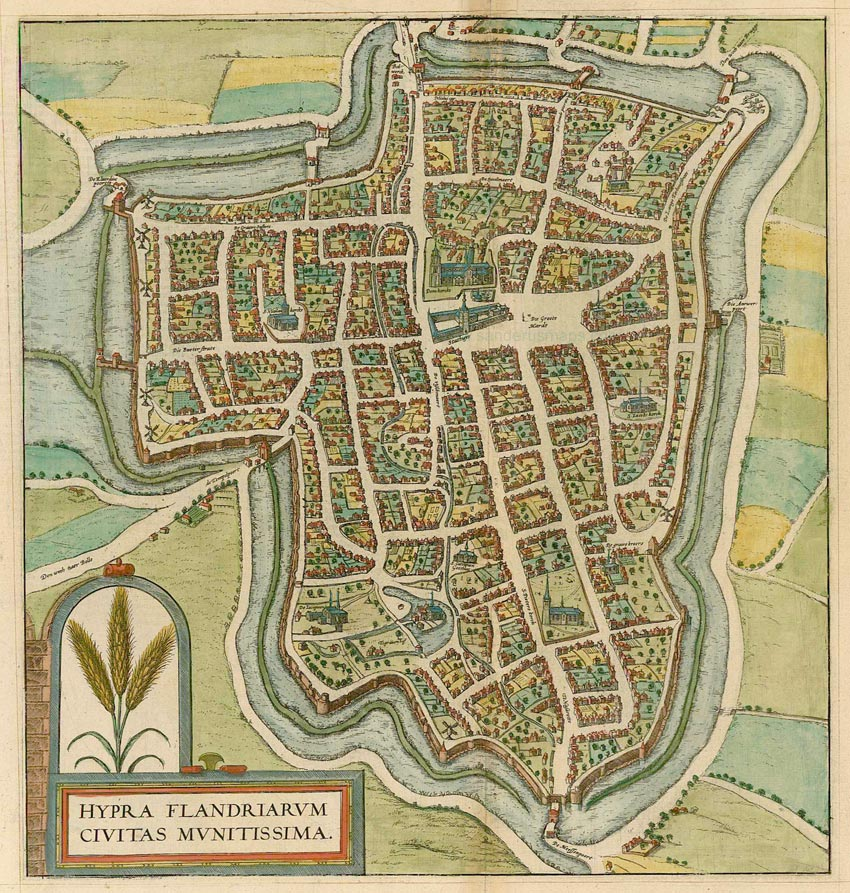
Ieper 1581-1588, Braun en Hogenberg

Oude vermeldingen van Ieper gaan terug tot de 11de eeuw als "Iprensis" en "Ipera". De naam zou afkomstig zijn van het riviertje de Ieperlee, vroeger Ieper genoemd. Het was een gestichte stad die vroeg industrialiseerde en uitgroeide tot de derde stad van het graafschap Vlaanderen, maar dan een neergang kende. De lakennijverheid ging ten onder. In de Eerste Wereldoorlog lag Ieper op de frontlijn en werd het met de grond gelijk gemaakt. Er werd gekozen voor een historiserende heropbouw die de stad deed herleven. In de 21e eeuw trekt Ieper toerisme uit binnen- en buitenland aan.

## Kernen
De gemeente Ieper bestaat uit elf deelgemeentes. Naast het stadscentrum zelf, liggen daar rond nog de deelgemeenten Boezinge, Brielen, Dikkebus, Elverdinge, Hollebeke, Sint-Jan, Vlamertinge, Voormezele, Zillebeke en Zuidschote. In Boezinge ligt nog het gehucht Pilkem (XII) en in Vlamertinge ligt het gehucht Brandhoek. Ten oosten van het stadscentrum liggen een aantal gehuchten als Wieltje, Potyze en Verlorenhoek. In Zuidschote ligt het gehucht Lizerne, in Voormezele het gehucht Sint-Elooi.
| #  | Naam              | Opp. (km²) | Inwoners (2020) | Inwoners per km² | NIS-code |
| -- | ----------------- | ---------- | --------------- | ---------------- | -------- |
| 1  | Ieper (I)         | 18,61      | 20.121          | 1.081            | 33011A   |
| 2  | Brielen (VII)     | 5,71       | 845             | 148              | 33011B   |
| 3  | Sint-Jan (XI)     | 4,51       | 1.043           | 231              | 33011C   |
| 4  | Boezinge (X)      | 18,26      | 2.033           | 111              | 33011D   |
| 5  | Zuidschote (IX)   | 4,39       | 446             | 102              | 33011E   |
| 6  | Elverdinge (VIII) | 13,99      | 1.763           | 126              | 33011F   |
| 7  | Vlamertinge (VI)  | 20,78      | 3.608           | 174              | 33011G   |
| 8  | Dikkebus (V)      | 10,14      | 1.509           | 149              | 33011H   |
| 9  | Voormezele (IV)   | 11,89      | 908             | 76               | 33011J   |
| 10 | Hollebeke (III)   | 5,71       | 645             | 113              | 33011K   |
| 11 | Zillebeke (II)    | 17,47      | 2.071           | 119              | 33011L   |

De gemeente Ieper grenst aan een groot aantal landelijke dorpen en gemeenten:
| - a. Bikschote (gemeente Langemark-Poelkapelle) - b. Langemark (gemeente Langemark-Poelkapelle) - c. Zonnebeke (gemeente Zonnebeke) - d. Geluveld (gemeente Zonnebeke) - e. Zandvoorde (gemeente Zonnebeke) - f. Houthem (stad Komen-Waasten) - g. Wijtschate (gemeente Heuvelland) - h. Kemmel (gemeente Heuvelland) |

| - i. De Klijte (gemeente Heuvelland) - j. Reningelst (stad Poperinge) - k. Poperinge (stad Poperinge) - l. Oostvleteren (gemeente Vleteren) - m. Woesten (gemeente Vleteren) - n. Reninge (stad Lo-Reninge) - o. Noordschote (stad Lo-Reninge) |

### Kaart

Ieper, deelgemeenten en buurgemeenten. De gele gebieden zijn bebouwde kernen.

## Demografie

### Demografische ontwikkeling voor de fusie
- Bronnen:NIS, Opm:1831 tot en met 1970=volkstellingen; 1976 = inwoneraantal op 31 december

### Demografische ontwikkeling van de fusiegemeente
Alle historische gegevens hebben betrekking op de huidige gemeente, inclusief deelgemeenten, zoals ontstaan na de fusie van 1 januari 1977.
- Bronnen:NIS, Opm:1831 tot en met 1981=volkstellingen; 1990 en later= inwonertal op 1 januari

| Inwoners van jaar tot jaar op 1 januari 1992 tot heden | Inwoners van jaar tot jaar op 1 januari 1992 tot heden | Inwoners van jaar tot jaar op 1 januari 1992 tot heden |
| jaar                                                   | Aantal                                                 | Evolutie: 1992=index 100                               |
| ------------------------------------------------------ | ------------------------------------------------------ | ------------------------------------------------------ |
| 1992                                                   | 35.282                                                 | 100,0                                                  |
| 1993                                                   | 35.409                                                 | 100,4                                                  |
| 1994                                                   | 35.434                                                 | 100,4                                                  |
| 1995                                                   | 35.411                                                 | 100,4                                                  |
| 1996                                                   | 35.399                                                 | 100,3                                                  |
| 1997                                                   | 35.257                                                 | 99,9                                                   |
| 1998                                                   | 35.208                                                 | 99,8                                                   |
| 1999                                                   | 35.128                                                 | 99,6                                                   |
| 2000                                                   | 35.071                                                 | 99,4                                                   |
| 2001                                                   | 35.084                                                 | 99,4                                                   |
| 2002                                                   | 35.081                                                 | 99,4                                                   |
| 2003                                                   | 35.089                                                 | 99,5                                                   |
| 2004                                                   | 35.021                                                 | 99,3                                                   |
| 2005                                                   | 34.949                                                 | 99,1                                                   |
| 2006                                                   | 34.897                                                 | 98,9                                                   |
| 2007                                                   | 34.919                                                 | 99,0                                                   |
| 2008                                                   | 34.815                                                 | 98,7                                                   |
| 2009                                                   | 34.828                                                 | 98,7                                                   |
| 2010                                                   | 34.962                                                 | 99,1                                                   |
| 2011                                                   | 35.102                                                 | 99,5                                                   |
| 2012                                                   | 35.087                                                 | 99,4                                                   |
| 2013                                                   | 34.978                                                 | 99,1                                                   |
| 2014                                                   | 34.930                                                 | 99,0                                                   |
| 2015                                                   | 34.971                                                 | 99,1                                                   |
| 2016                                                   | 34.959                                                 | 99,1                                                   |
| 2017                                                   | 35.014                                                 | 99,2                                                   |
| 2018                                                   | 34.964                                                 | 99,1                                                   |
| 2019                                                   | 34.845                                                 | 98,8                                                   |
| 2020                                                   | 34.995                                                 | 99,2                                                   |
| 2021                                                   | 34.954                                                 | 99,1                                                   |
| 2022                                                   | 35.039                                                 | 99,3                                                   |
| 2023                                                   | 35.387                                                 | 100,3                                                  |
| 2024                                                   | 35.550                                                 | 100,8                                                  |
| 2025                                                   | 35.587                                                 | 100,9                                                  |

## Bezienswaardigheden

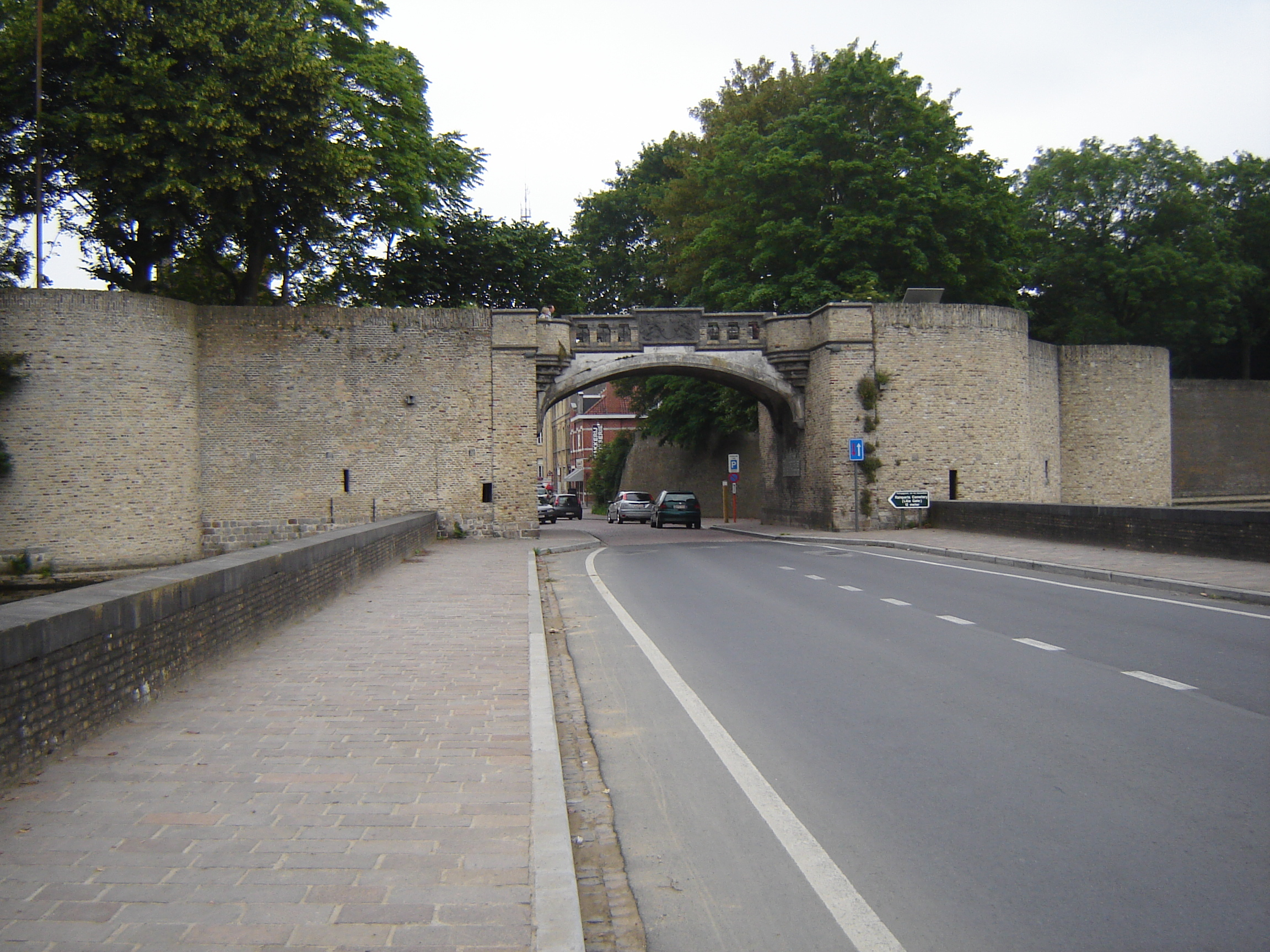
Rijselpoort

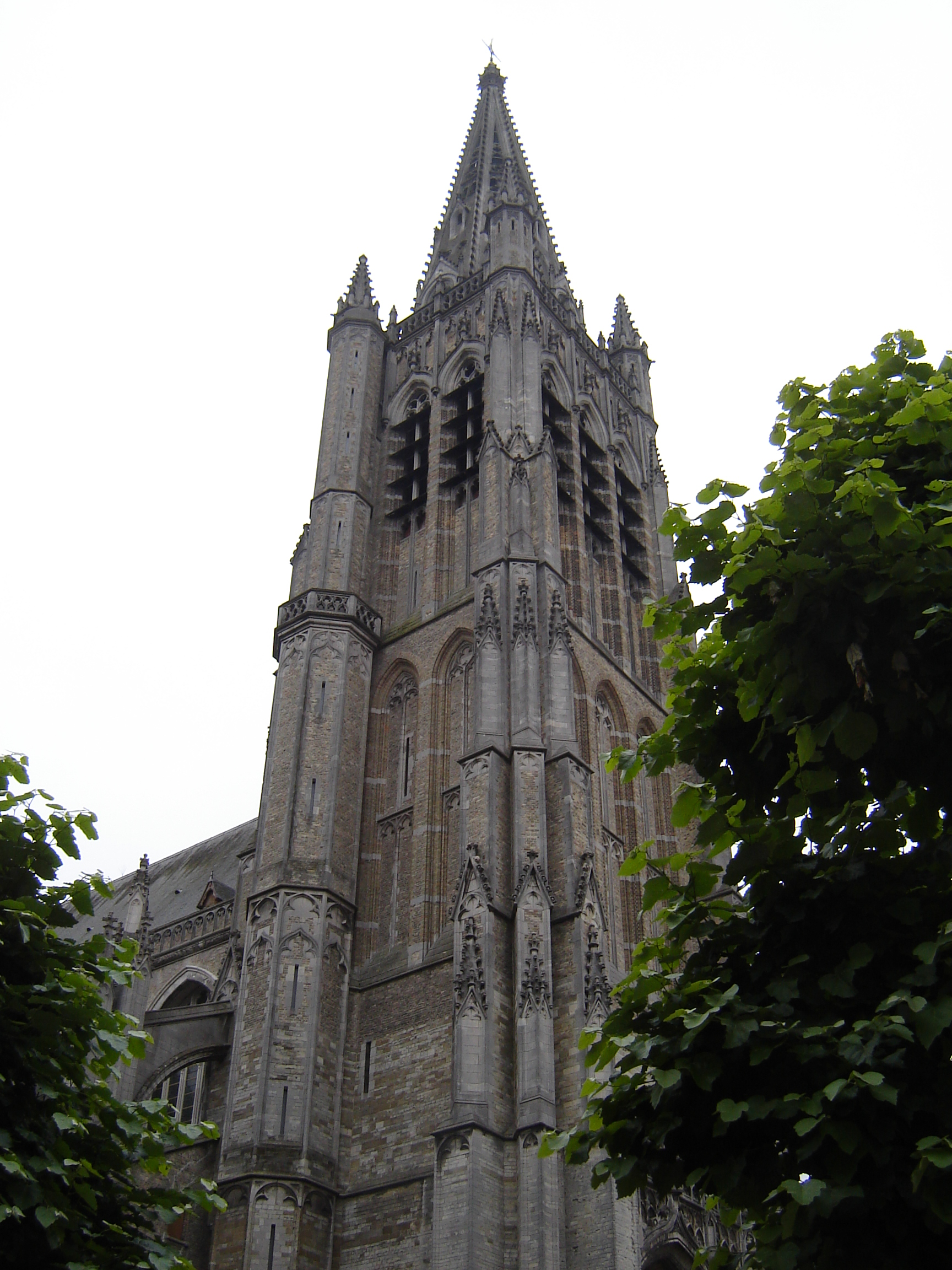
Sint-Maartenskerk

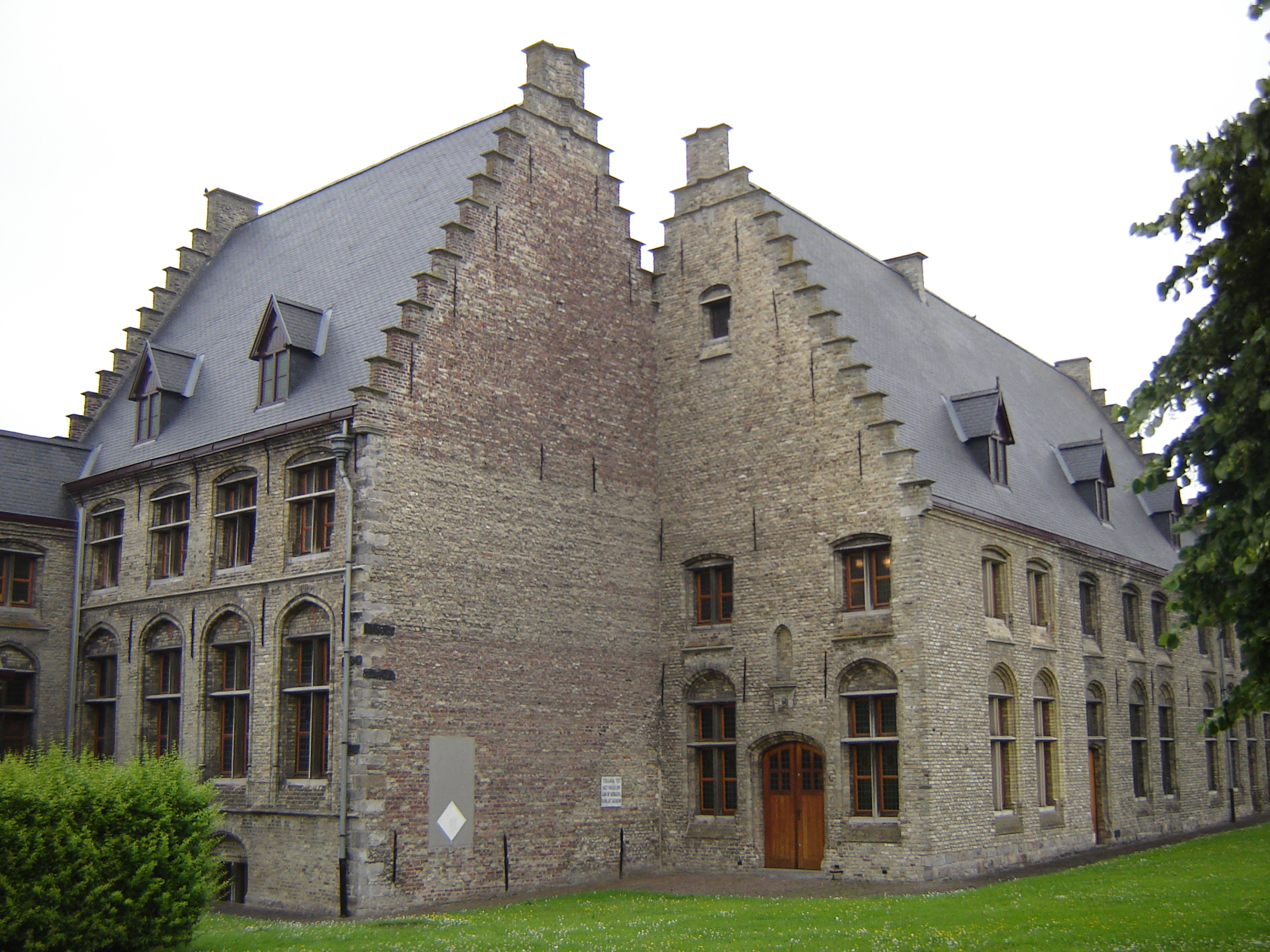
Sint-Jansgodshuis

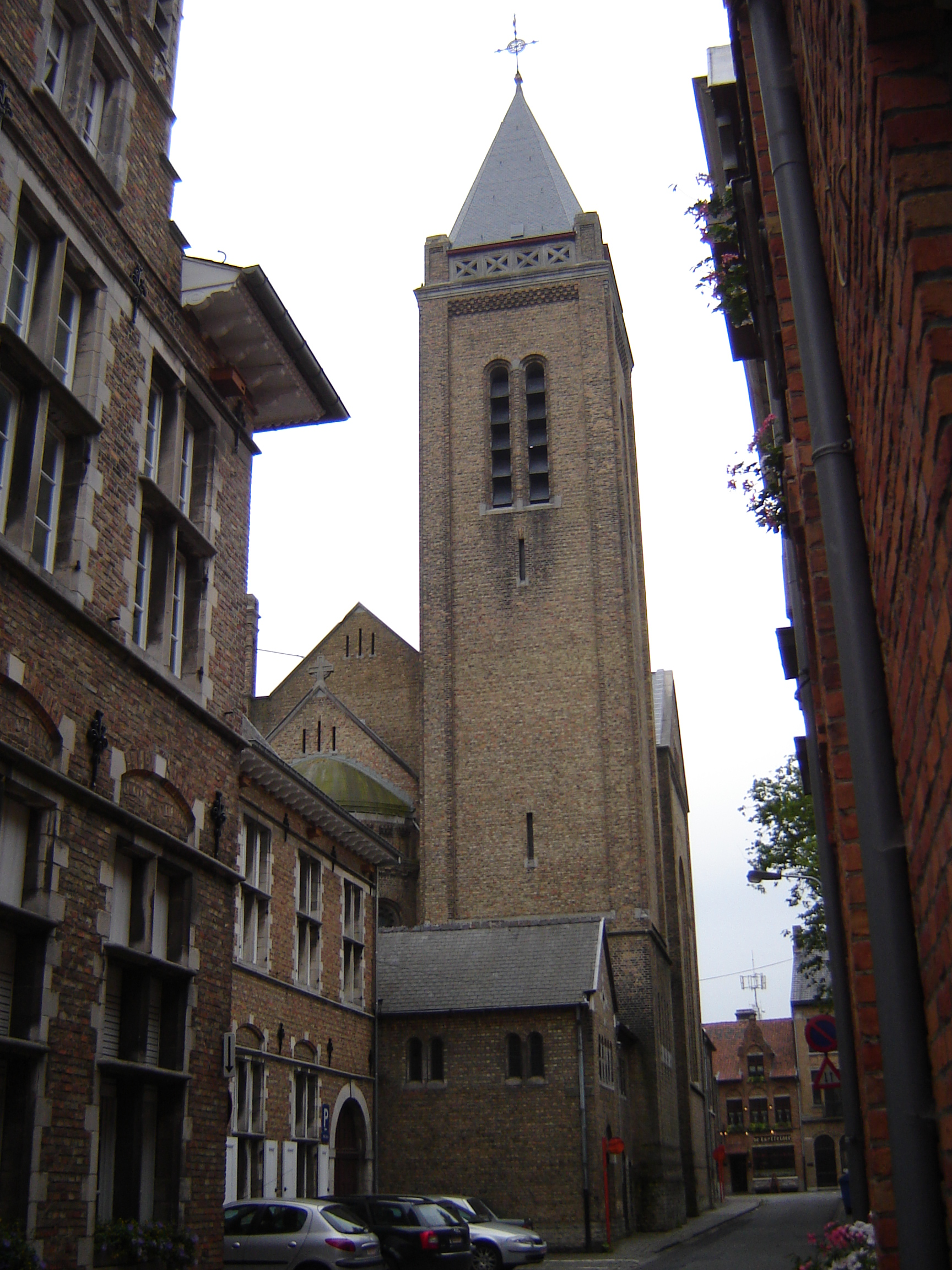
Sint-Niklaaskerk

- De Grote Markt geeft de stad zijn middeleeuwse uitstraling en is omzoomd met oude huizen, of de reconstructies ervan na de vernieling in de Eerste Wereldoorlog.
- De Lakenhalle is een door UNESCO beschermd monument. De bouw begon omstreeks 1260, en was gereed in 1304. Gedurende de veertiende eeuw was het het grootste gebouw in de westerse wereld. In de Eerste Wereldoorlog werd bijna heel het gebouw verwoest. Het voorgebouw is 125 meter lang, de belforttoren is 70 meter hoog. Op de eerste verdieping bevindt zich het In Flanders Fields Museum.
- De Sint-Maartenskerk was de kathedraal van het voormalige bisdom Ieper. Ook dit gebouw werd na de Eerste Wereldoorlog opnieuw opgebouwd, zij het toen met een opmerkelijk hogere torenspits dan voorheen. De huidige toren is 100 meter hoog.
- De Onze-Lieve-Vrouw Middelareskerk met Kapucijnenklooster.
- De Menenpoort is een stadspoort aan de oostzijde van de oude stad. De poort werd gebouwd als Brits oorlogsmonument, en draagt de namen van 54.896 vermiste soldaten. Elke dag om acht uur 's avonds wordt de Last Post er gespeeld door de leden van de Last Post Association, als herinnering aan de gesneuvelden in Ieper.
- De Rijselpoort is een stadspoort in het zuiden van de oude stad, op de weg naar Rijsel. De poort verbindt twee bewaarde delen van Ieperse vestingen. De Rijselpoort is de oudste nog bewaarde stadspoort.
- Rond de stad bevinden zich sinds de middeleeuwen reeds de Ieperse vestingen. Ze werden door Vauban aangepast in 1678. In 1870 werden op de vestingen wandelparken aangelegd. Grote delen van de vestingen rondom de binnenstad zijn nog steeds bewaard. Bij de Rijselpoort ligt op de vestingen het Ramparts Cemetery, een Brits militair kerkhof.
- In de Rijselstraat staat de Gotisch-Romaanse Sint-Pieterskerk.
- De Sint-Jacobskerk, oorspronkelijk romaans, werd in de 14de eeuw in gotische stijl omgebouwd. Ook deze kerk werd na de Eerste Wereldoorlog heropgebouwd.
- De Sint-Niklaaskerk is een relatief moderne kerk in romano-byzantijnse stijl, met weinig dat herinnert aan een vroegere kerk. De parochie van de kerk werd in 1994 afgeschaft, en de kerk deed daarna dienst als Stedelijk Onderwijsmuseum. In 2017 sloot het Onderwijsmuseum en werd de collectie overgebracht naar het Ypermuseum. De kerk werd daarna verkocht aan een projectontwikkelaar.
- Het Sint-Jansgodshuis dateert uit 1555 en doorstond als een van de weinige gebouwen in de stad de verwoestingen van Eerste Wereldoorlog wel. De stichting voor armenzorg van het godshuis gaat reeds terug tot de 13de eeuw. Tot eind 2017 was het Stedelijk Museum van de stad er gevestigd. Sinds september 2019 neemt het sociaal-artistiek project 'Dienst der Gedroomde Gewesten' er zijn intrek.
- Saint George's Memorial Church is een anglicaans kerkje dat in 1928-1929 werd opgetrokken, als herinnering aan de oorlog.
- Het Kruitmagazijn: een magazijn gebouwd in 1817, door Nederlandse leger onder leiding van Willem I. Toen werd het gebouwd op fundamenten van een Frans poedermagazijn, die dateerde van 1684 . Het kruitmagazijn werd gebruikt om buskruit op te slaan, vandaar ook de naam. De binnenruimte bestond uit 2 verdiepingen en kon in totaal 75 000 kilogram buskruit bevatten. Men stopte het kruit in houten tonnen van elk zo een 57 kilogram. Om vonken te vermijden waren de spijkers, deurhengsels en sloten van brons. Vandaag de dag wordt het gebruikt als vergaderzaal en opvangplaats voor toeristen.
- De Vismarkt, een marktplein met standen waar vroeger vis werd verkocht, nu een uitgaansbuurt. De Vispoort vormt de toegang tot de Vismarkt vanuit de Boterstraat.
- Voormalig Vleeshuis
- Het Sint-Vincentiuscollege dat niet ver van de Menenpoort is gelegen.
- Op de Franse militaire begraafplaats Saint-Charles de Potyze liggen meer dan 4000 gesneuvelde Franse soldaten. Tientallen Britse militaire begraafplaatsen liggen in de verschillende Ieperse deelgemeenten, maar ook het stadscentrum telt een aantal Britse begraafplaatsen:
  - Aeroplane Cemetery
  - Belgian Battery Corner Cemetery
  - Duhallow A.D.S. Cemetery
  - Menin Road South Military Cemetery
  - Potijze Burial Ground Cemetery
  - Potijze Chateau Grounds Cemetery
  - Potijze Chateau Lawn Cemetery
  - Potijze Chateau Wood Cemetery
  - Ramparts Cemetery
  - Ypres Town Cemetery
  - Ypres Town Cemetery Extension
  - Ypres Reservoir Cemetery

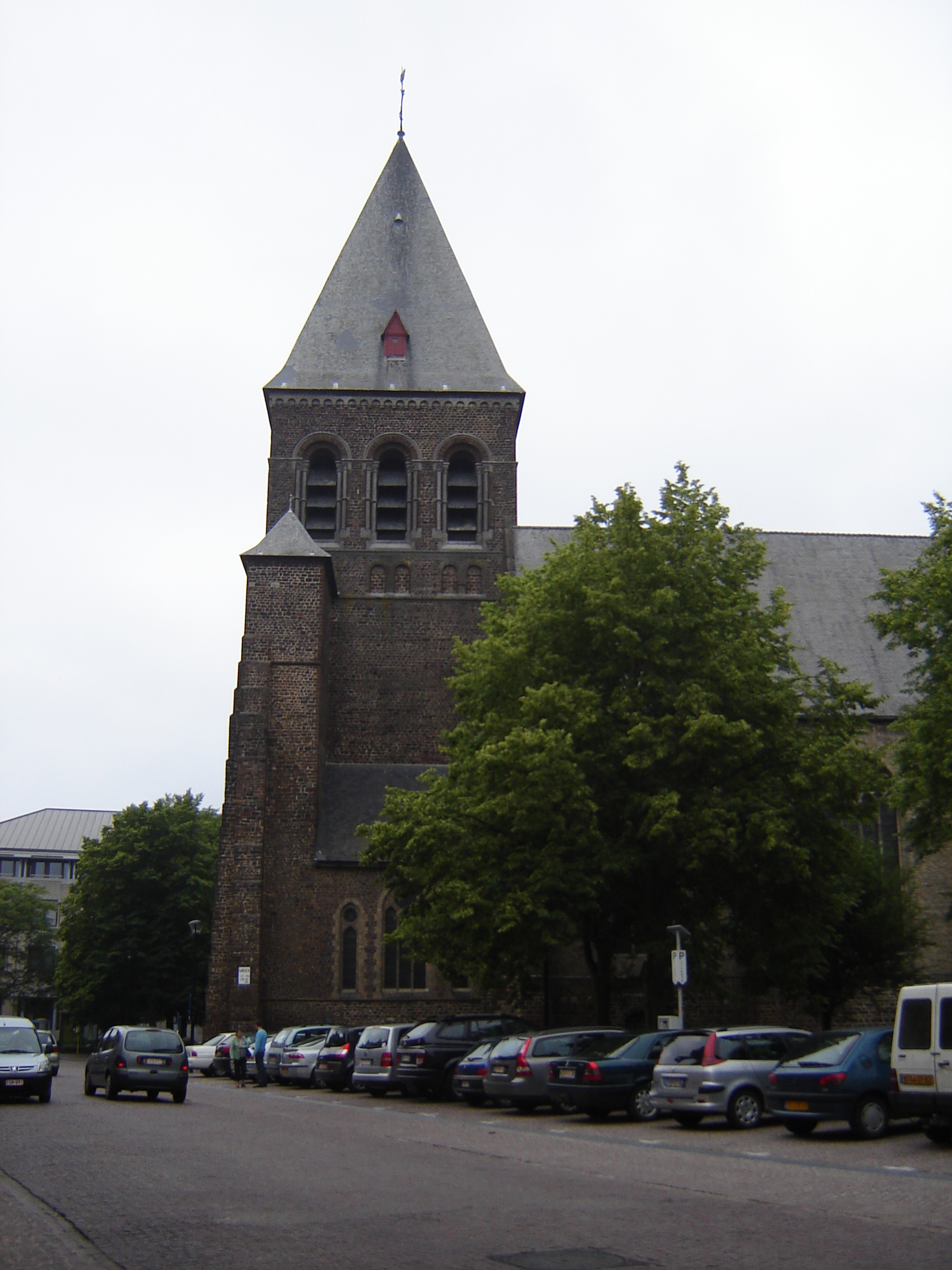
Sint-Pieterskerk
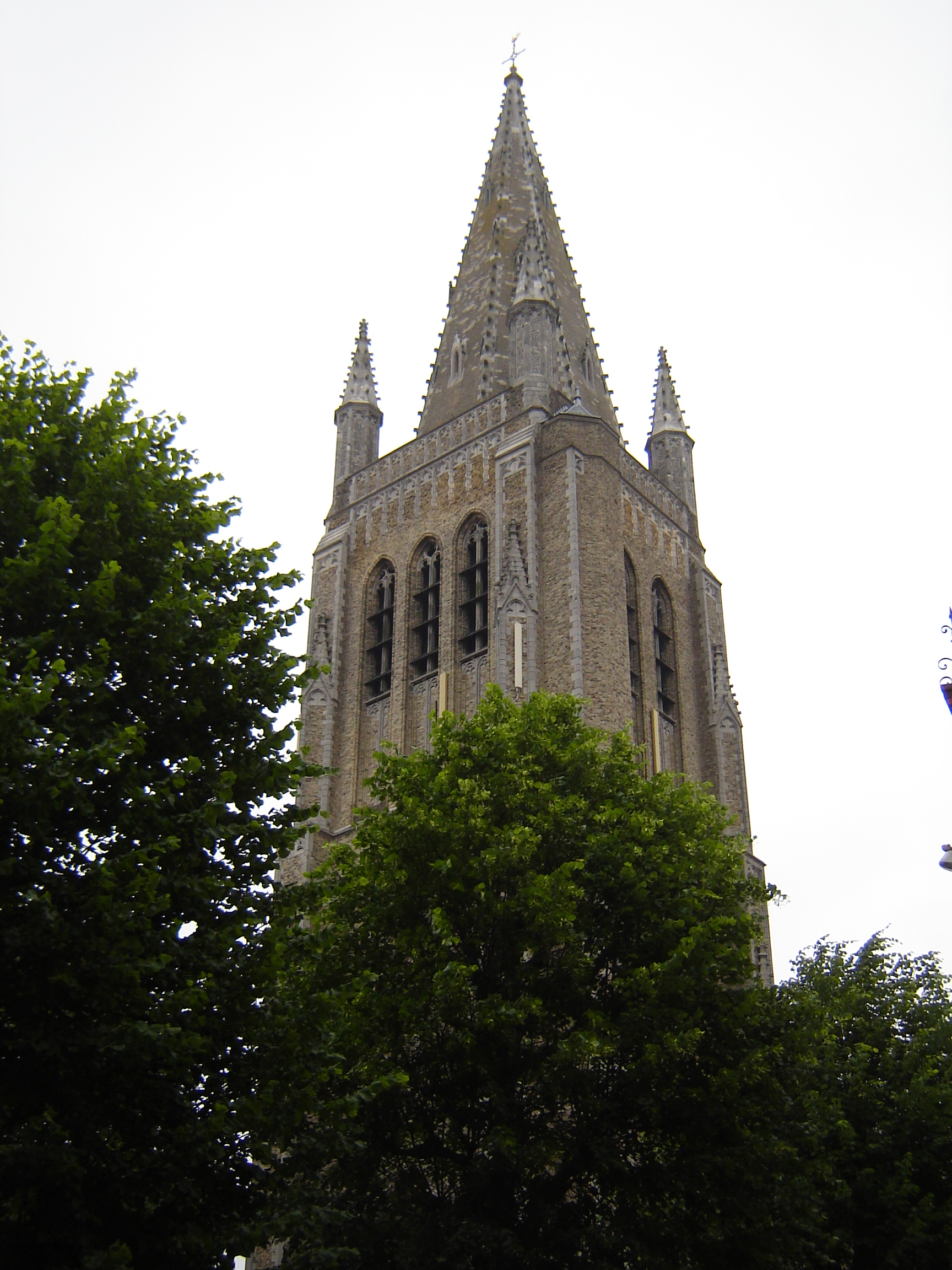
Sint-Jacobskerk
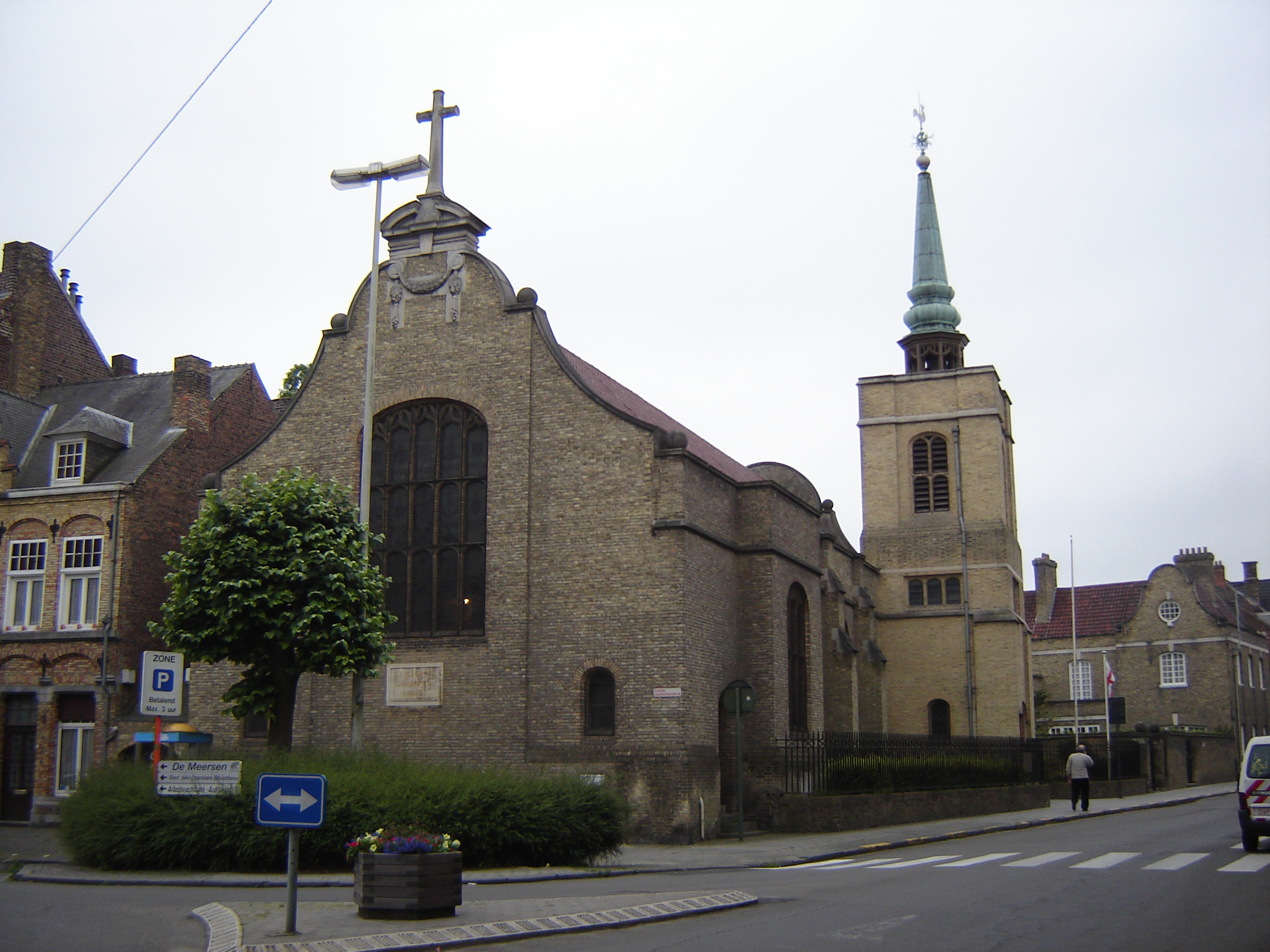
Saint George's Memorial Church

### Musea
- In Flanders Fields Museum, in de Lakenhallen
- Stedelijk Museum, ondergebracht in het Sint-Jansgodshuis
- Stedelijk Onderwijsmuseum in de Sint-Niklaaskerk
- Museum Godshuis Belle, ondergebracht in het Bellegodshuis
- Hotel-Museum A. Merghelynck

## Natuur en landschap

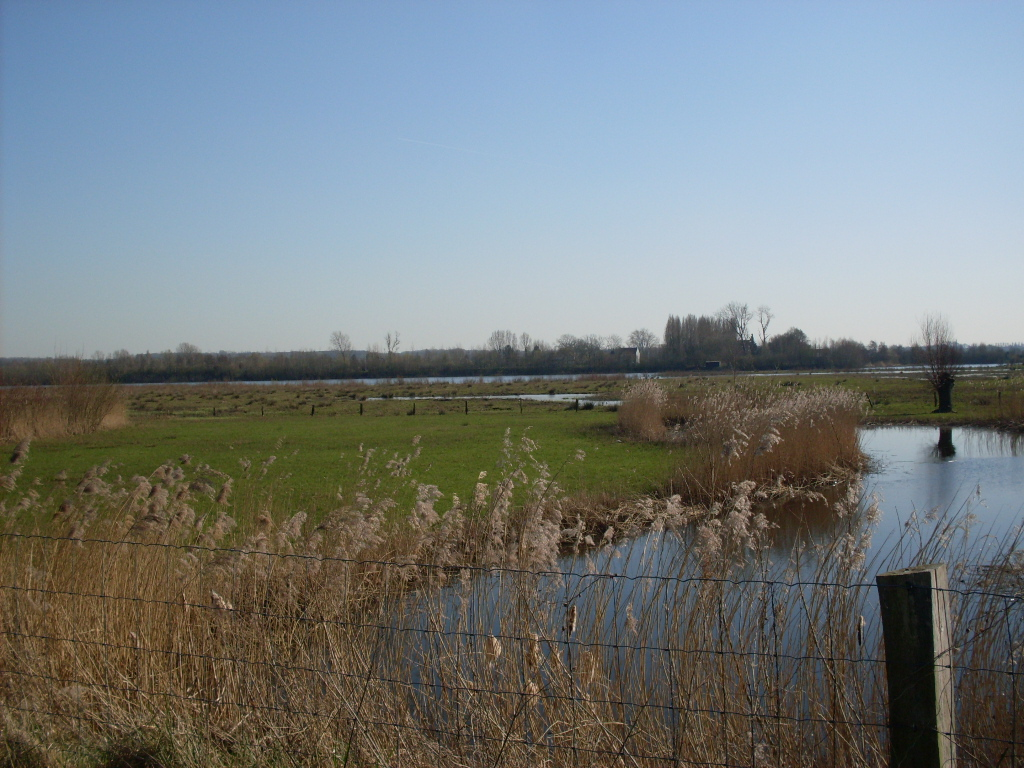
De Verdronken Weide ten zuiden van de stad.

Ieper ligt in Zandlemig Vlaanderen op een hoogte van 20 tot 37 meter. De belangrijkste waterloop is de Ieperlee, die in noordelijke richting verloopt en uitmondt in de IJzer. Waterlopen als de Vijverbeek en de Bollaertbeek voeden de Ieperlee vanuit het West-Vlaams Heuvelland.
- De Ieperse vestingen vormen een grote gordel rond de stadskern.
- In de Ieperse deelgemeenten Dikkebus en Zillebeke liggen de Dikkebusvijver (36 ha) en Zillebekevijver (26 ha). Deze vijvers werden voor of in de 14de eeuw door afdamming gecreëerd met het oog op waterbevoorrading en doen tegenwoordig ook dienst als natuur- en recreatiegebied.
- Net ten zuiden van de stadsrand ligt naast de Zillebekevijver de 17de-eeuwse Verdronken Weide.
- Het gebied ten zuiden en oosten van Ieper was eeuwenlang een uitgestrekt bosgebied. Daarvan resten nu nog onder meer de Gasthuisbossen en het natuurgebied van het domein Palingbeek. Dichter bij de stad ligt het Tortelbos, in het westen van de gemeente liggen de Galgebossen.

## Cultuur en ontspanning

### Cultuurcentrum

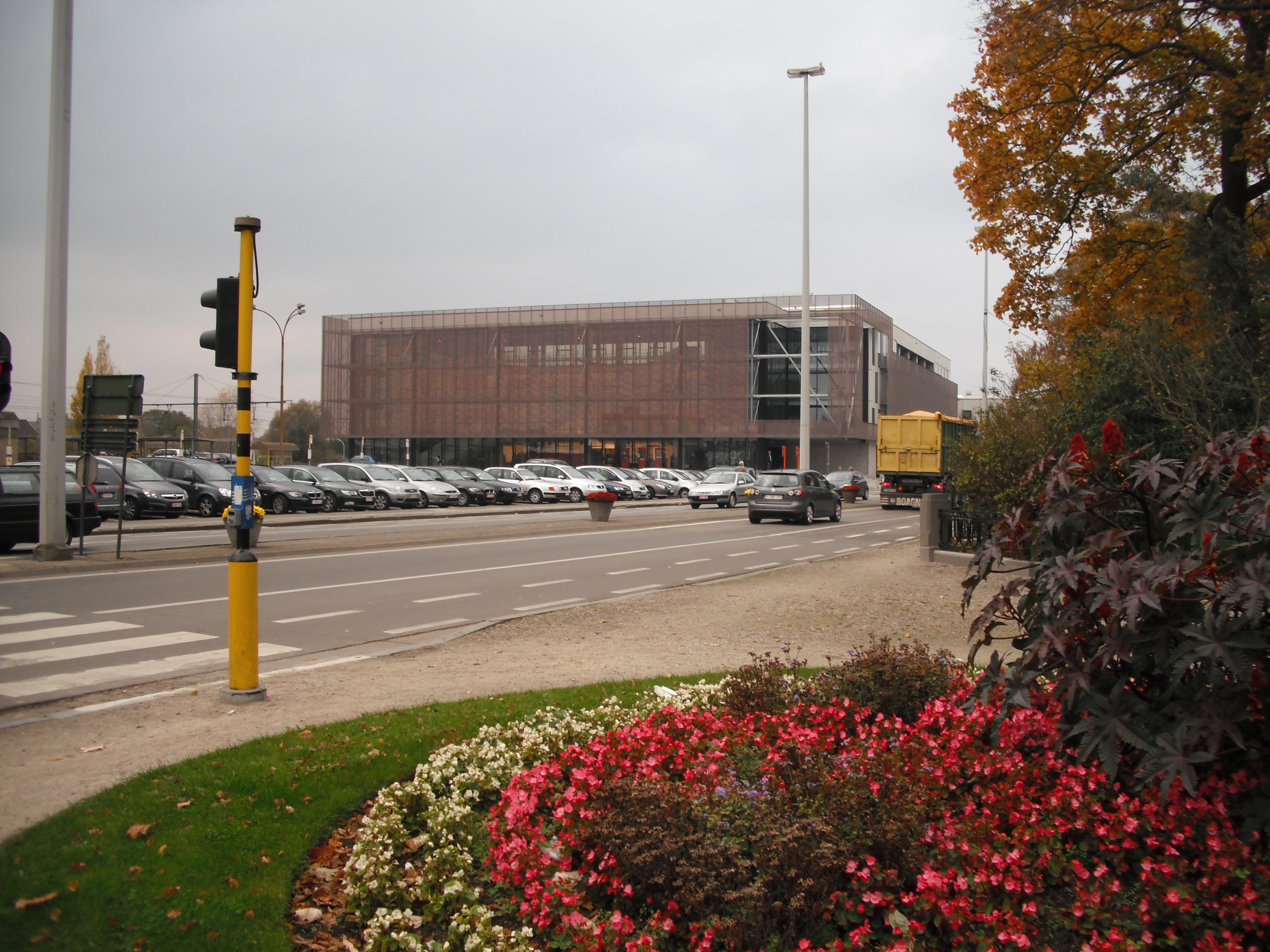
Cultureel Centrum 'Het Perron'

Ieper heeft een eigen cultureel centrum dat in 2011 een nieuwe locatie vond nabij het station. Het gebouw, dat de naam 'Het Perron' meekreeg, bevat een grote theaterzaal met 540 zitjes, een polyvalente zaal, repetitieruimtes en vergaderzalen. Ook het JOC kreeg hier meteen een nieuwe stek samen met een nieuwe concertzaal met zo'n 500 staanplaatsen.

### Themaparken
Bellewaerde is een wild westen/indianen themapark in Ieper. Het park telt 30 attracties,1 waterpark, een kindergebied en een 4D cinema.

### Winkelen
De grotere winkelketens zijn niet gevestigd in Ieper, al kent de binnenstad een goede mix van speciaalzaken en kleinere winkelketens, zodat de stad zich toch kan profileren als ‘inkoopstad’. Zowat alle toegangswegen naar de stad zijn winkelstraten, met als belangrijkste de Boterstraat. Langs de rand van de stad bevinden er zich twee winkelcentra: nabij de Rijselpoort en langs de Haiglaan. Jaarlijkse winkelevenementen zijn onder andere de Dolle Dagen in juni, de Tooghedagen in september, de laatavondopeningen en de Kerstmarkt. De wekelijkse markt gaat door op zaterdagvoormiddag op de Grote Markt. Indien het plein door een activiteit niet beschikbaar is wordt de markt verhuisd naar het Esplanadeplein.

### Gastronomie
Specialiteiten van de stad zijn onder andere het Iepers Tapjesvlees, de Senateurtaart, het Ieperse Beschuit, de Kattenklauw, de Cockerulle Cake en Terrine van Hondshaai.

### Evenementen
- De Kattenstoet, een driejaarlijkse stoet.
- De Gevleugelde Stad Ieper, internationaal promotiefestival voor straattheater, tweede weekend van april.
- De Rally van Ieper, het grootste rallyevenement in België, eind juni.
- De Muzikale Dinsdagen, gratis openluchtoptredens tijdens de zomermaanden.
- Het Ieperfest, een hardcore-festival in augustus.

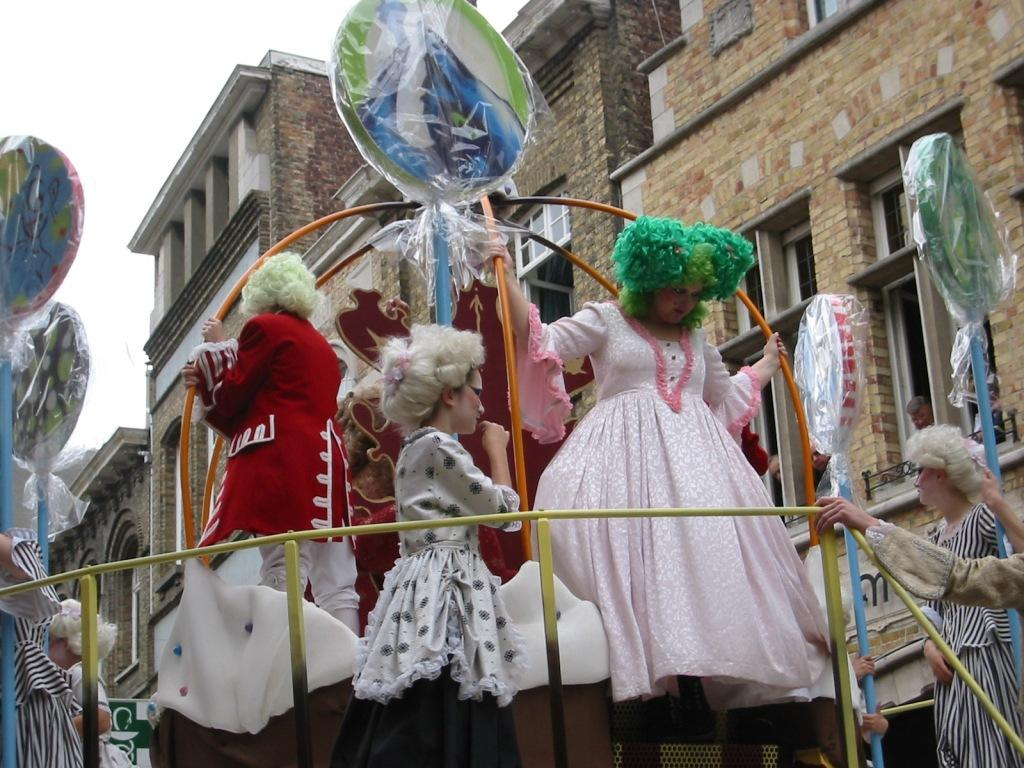
Kattenstoet
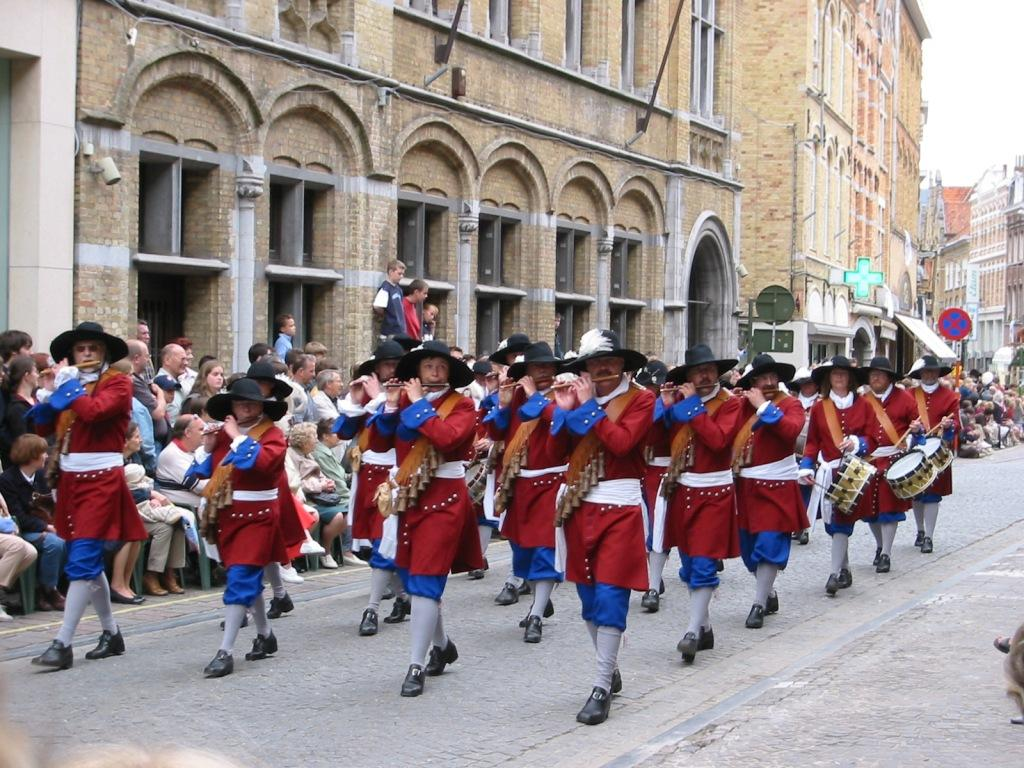
Kattenstoet
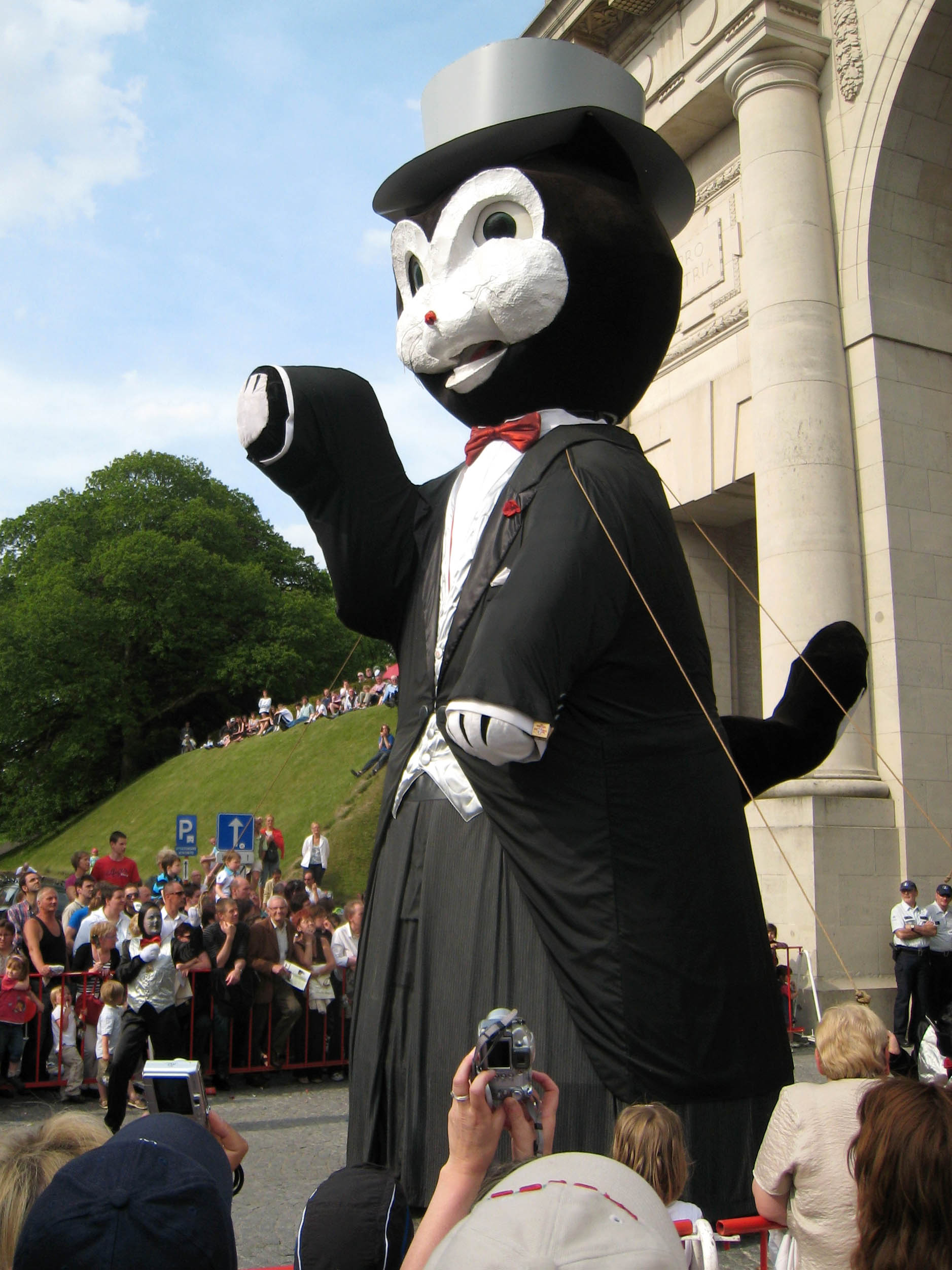
Kattenstoet
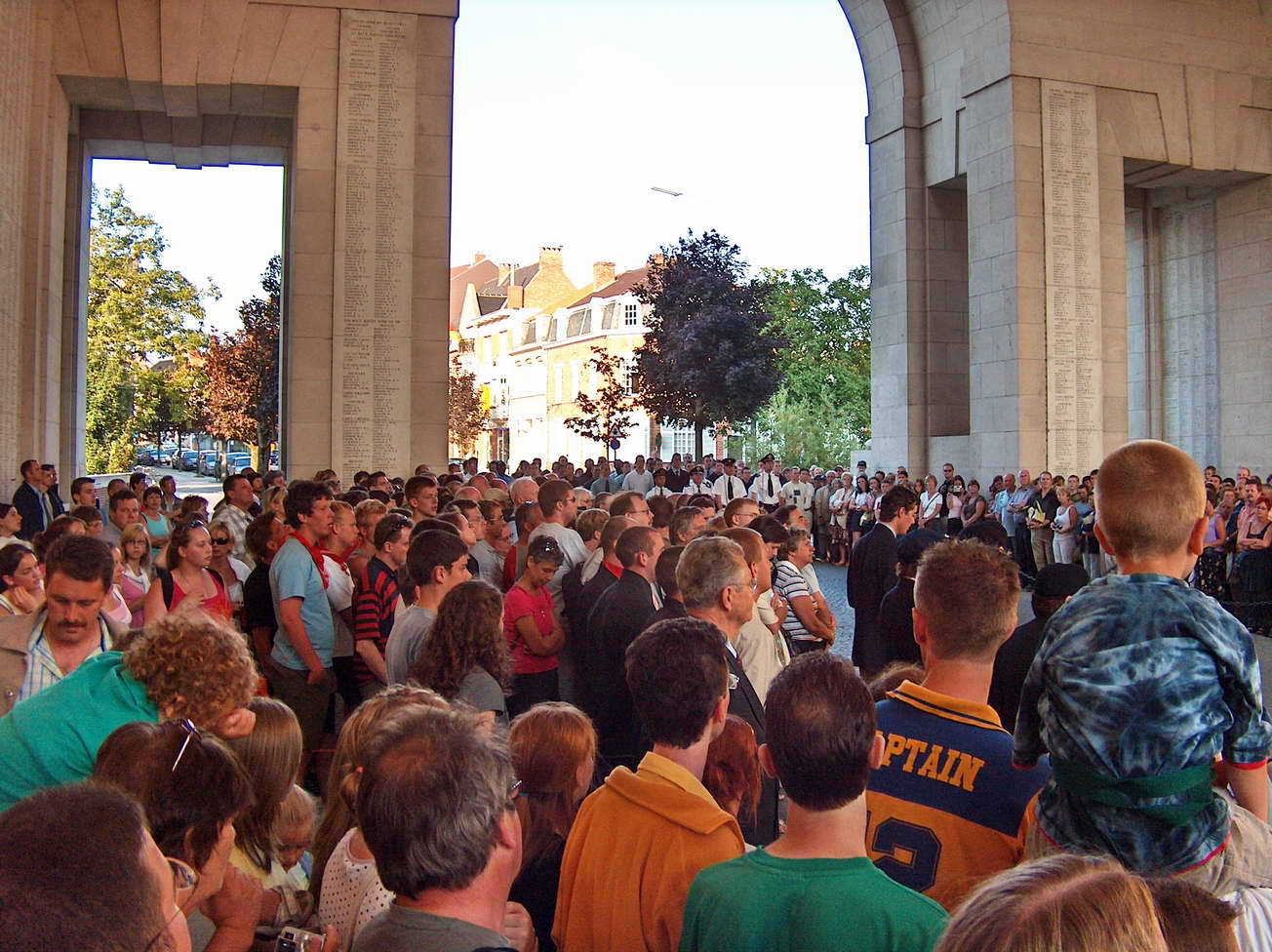
Last Post

## Politiek

### Structuur
| Ieper            | Ieper            | Supranationaal         | Nationaal                         | Nationaal                         | Gemeenschap               | Gewest                    | Provincie                 | Arrondissement  | Provinciedistrict | Kanton          | Gemeente        |
| ---------------- | ---------------- | ---------------------- | --------------------------------- | --------------------------------- | ------------------------- | ------------------------- | ------------------------- | --------------- | ----------------- | --------------- | --------------- |
| Administratief   | Niveau           | Europese Unie          | België                            | België                            | Vlaanderen                | Vlaanderen                | West-Vlaanderen           | Ieper           | Ieper             | Ieper           | Ieper           |
| Administratief   | Bestuur          | Europese Commissie     | Belgische regering                | Belgische regering                | Vlaamse regering          | Vlaamse regering          | Deputatie                 | Deputatie       | Deputatie         | Deputatie       | Gemeentebestuur |
| Administratief   | Raad             | Europees Parlement     | Kamer van volksvertegenwoordigers | Kamer van volksvertegenwoordigers | Vlaams Parlement          | Vlaams Parlement          | Provincieraad             | Provincieraad   | Provincieraad     | Provincieraad   | Gemeenteraad    |
| Kiesomschrijving | Kiesomschrijving | Nederlands Kiescollege | Kieskring West-Vlaanderen         | Kieskring West-Vlaanderen         | Kieskring West-Vlaanderen | Kieskring West-Vlaanderen | Kieskring West-Vlaanderen | Kortrijk-Ieper  | Ieper             | Ieper           | Ieper           |
| Verkiezing       | Verkiezing       | Europese               | Federale                          | Federale                          | Vlaamse                   | Vlaamse                   | Provincieraads-           | Provincieraads- | Provincieraads-   | Provincieraads- | Gemeenteraads-  |

### Geschiedenis
Op maandag 7 januari 2019 werd de nieuwe gemeenteraad geïnstalleerd. Het college van burgemeester en schepenen bestaat uit 8 leden: de burgemeester, 6 schepenen en de OCMW-voorzitter. De gemeenteraad bestaat uit 31 gemeenteraadsleden. De coalitie Open Ieper - sp.a - N-VA bezit met 16 raadsleden de absolute meerderheid in de Ieperse gemeenteraad. Tot de oppositie behoren CD&V, Vlaams Belang en Groen met respectievelijk 10, 2 en 2 raadsleden. De gemeenteraad vergadert iedere eerste maandag van de maand om 19.30 uur in de raadzaal van het stadhuis behalve in januari en augustus. De vergaderingen van de gemeenteraad zijn openbaar, behalve als het over personen gaat. Je mag de openbare vergaderingen bijwonen maar je mag niet tussenkomen.

### College van burgemeester en schepenen
| College van burgemeester en schepenen (2019-2024) | College van burgemeester en schepenen (2019-2024) | College van burgemeester en schepenen (2019-2024) |
| Functie                                           | Naam (partij)                                     | Bevoegdheden |
| ------------------------------------------------- | ------------------------------------------------- | --- |
| Burgemeester                                      | Emmily Talpe (Open Ieper)                         | bestuurlijke organisatie; externe relaties; veiligheid; dienstverlening en administratieve vereenvoudiging; inspraak; gelijke kansen; verkeer en mobiliteit                                        |
| Schepenen                                         | Philip Bolle (vooruit)                            | Eerste schepen: ruimtelijke planning; omgevingsvergunning; wonen; patrimonium; juridische aangelegenheden                                                                                          |
| Schepenen                                         | Patrick Benoot (Open Ieper)                       | Tweede schepen: sport; personeel; land- en tuinbouw; waterbeleid |
| Schepenen                                         | Ives Goudeseune (vooruit)                         | Derde schepen: openbaar domein en gebouwen; bevolking en burgerlijke stand |
| Schepenen                                         | Valentijn Despeghel (vooruit)                     | Vierde schepen: cultuur; roerend erfgoed; bibliotheek; archief; Dé Academie; Noord-Zuid en ontwikkelingssamenwerking; milieu; natuur; landschappen; duurzaamheid; onroerend erfgoed; dierenwelzijn |
| Schepenen                                         | Diego Desmadryl (Open Ieper)                      | Vijfde schepen: economie; KMO; toerisme; evenementen |
| Schepenen                                         | Dimitry Soenen (N-VA)                             | Zesde schepen: jeugd; musea; digitalisering; smart city |
| Schepenen                                         | Eva Ryde (N-VA)                                   | Zevende schepen: welzijn; senioren; onderwijs; financiën |

### Burgemeesters
| Tijdspanne | Tijdspanne | Burgemeester                            |
| ---------- | ---------- | --------------------------------------- |
|            | 1830-1858  | Bruno van der Stichele de Maubus (lib.) |
|            | 1859-1862  | Alphonse Vandenpeereboom (lib.)         |
|            | 1862-1875  | Pierre Beke (lib.)                      |
|            | 1875-1888  | Louis Van Heule (lib.)                  |
|            | 1888-1891  | Hector Bossaert, waarnemend (lib.)      |
|            | 1891-1900  | Arthur Surmont de Volsberghe (kath.)    |
|            | 1900-1927  | René Colaert (kath.)                    |
|            | 1927-1932  | Henri Sobry (kath.)                     |
|            | 1933-1942  | Jean Vanderghote (CVP)                  |
|            | 1942-1944  | A. Notebaert, oorlogsburgemeester (VNV) |
|            | 1944-1953  | Jean Vanderghote (CVP)                  |
|            | 1954-1982  | Albert Dehem (CVP)                      |
|            | 1983-1994  | André Verstraete (CVP)                  |
|            | 1995-1997  | Paul Breyne (CVP)                       |
|            | 1997-2012  | Luc Dehaene (CD&V)                      |
|            | 2013-2018  | Jan Durnez (CD&V)                       |
|            | 2019-2024  | Emmily Talpe (Open Ieper)               |
|            | 2024-heden | Katrien Desomer (CD&V)                  |

#### 2024-2030
Burgemeester is Katrien Desomer (CD&V) van Team Ieper. Team Ieper, een kartel van CD&V, Open Vld (Open Ieper) en N-VA, heeft een absolute meerderheid van 17 van de 33 zetels in de gemeenteraad. 

### Resultaten gemeenteraadsverkiezingen sinds 1976
| Partij of kartel     | Partij of kartel                     | 10-10-1976 | 10-10-1976 | 10-10-1982 | 10-10-1982 | 9-10-1988 | 9-10-1988 | 9-10-1994 | 9-10-1994 | 8-10-2000 | 8-10-2000 | 8-10-2006 | 8-10-2006 | 14-10-2012 | 14-10-2012 | 14-10-2018 | 14-10-2018 | 13-10-2024 | 13-10-2024 |
| Stemmen / Zetels     | Stemmen / Zetels                     | %          | 31         | %          | 31         | %         | 31        | %         | 33        | %         | 33        | %         | 31        | %          | 33         | %          | 31         | %          | 33         |
| -------------------- | ------------------------------------ | ---------- | ---------- | ---------- | ---------- | --------- | --------- | --------- | --------- | --------- | --------- | --------- | --------- | ---------- | ---------- | ---------- | ---------- | ---------- | ---------- |
|                      | SP1/ sp.a2/ Vooruit3                 | 23,091     | 7          | 21,591     | 7          | 22,031    | 7         | 14,651    | 5         | 17,421    | 6         | 17,92     | 5         | 15,772     | 5          | 16,22      | 5          | 33,63      | 12         |
|                      | Agalev1/ Groen2                      | -          |            | -          |            | 5,951     | 1         | 6,61      | 1         | 5,441     | 1         | 5,042     | 0         | 7,152      | 1          | 9,72       | 2          | 5,42       | 1          |
|                      | PVV1/ VLD2/ Open Ieper3/ Team IeperB | 13,461     | 3          | 14,631     | 4          | 16,041    | 5         | 13,562    | 4         | 14,992    | 5         | 11,182    | 3         | 12,793     | 4          | 24,43      | 9          | 46,8B      | 17         |
|                      | CVP1/ CD&V+N-VAA/ CD&V2/ Team IeperB | 49,431     | 17         | 47,761     | 16         | 43,621    | 15        | 48,971    | 20        | 47,371    | 19        | 52,31A    | 19        | 52,83A     | 21         | 28,72      | 10         | 46,8B      | 17         |
|                      | VU1/ CD&V+N-VAA/ N-VA2/ Team IeperB  | 14,021     | 4          | 14,781     | 4          | 11,691    | 3         | -         |           | -         |           | 52,31A    | 19        | 52,83A     | 21         | 11,4       | 3          | 46,8B      | 17         |
|                      | Vlaams Blok1/ Vlaams Belang2         | -          |            | -          |            | -         |           | -         |           | 6,481     | 1         | 13,582    | 4         | 8,692      | 2          | 9,62       | 2          | 12,62      | 3          |
|                      | VIA                                  | -          |            | -          |            | -         |           | 9,81      | 3         | 6,57      | 1         | -         |           | -          |            | -          |            | -          |            |
| Anderen(*)           | Anderen(*)                           | -          |            | 1,24       | 0          | 0,66      | 0         | 0,89      | 0         | 1,73      | 0         | -         |           | 2,76       | 0          | -          |            | 1,5        | 0          |
| Totaal stemmen       | Totaal stemmen                       | 23294      | 23294      | 24019      | 24019      | 24746     | 24746     | 24951     | 24951     | 25055     | 25055     | 25576     | 25576     | 25315      | 25315      | 25265      | 25265      | 17318      | 17318      |
| Opkomst %            | Opkomst %                            |            |            |            |            | 93,87     | 93,87     | 93,09     | 93,09     | 92,64     | 92,64     | 93,6      | 93,6      | 91,10      | 91,10      | 91,9       | 91,9       | 63,3       | 63,3       |
| Blanco en ongeldig % | Blanco en ongeldig %                 | 4,48       | 4,48       | 5,49       | 5,49       | 4,56      | 4,56      | 5,44      | 5,44      | 4,7       | 4,7       | 4,19      | 4,19      | 5,59       | 5,59       | 5,0        | 5,0        | 1,4        | 1,4        |

De zetels van de gevormde coalitie staan vetjes afgedrukt. De grootste partij is in kleur.
(*) 1982: KPB (1,24%) / 1988: BOBO (0,38%), KP (0.28%) / 1994: OP (2,84%), VLB (2%), BOBO (0,89%), W.O.W. (0,67%) / 2000: BED, S.O.S. / 2012: IeperVoorIedereen! (1,81%), PVDA+ (0,96%) / 2024: LAMOOT (1,0%), SVD (0,5%)

## Verkeer en vervoer
Ieper ligt aan de spoorlijn Kortrijk-Poperinge en het heeft tevens een treinstation langs deze lijn. De stad is ook verbonden met veel andere steden en gemeenten door verschillende buslijnen, onder andere naar Poperinge, Veurne, Diksmuide, Menen, Torhout, Roeselare en Komen en Moeskroen in Wallonië. Tijdens de zomermaanden is er ook een rechtstreekse busverbinding naar De Panne en Oostende. In december 2011 werd ook de stadsbus ingevoerd. Deze bus rijdt in een vast circuit, vanaf het station via de Rijselpoort naar de Grote Markt, om zo via de Neermarkt en de Elverdingsestraat terug naar het station te rijden. Verder ligt Ieper aan het einde van de autosnelweg A19, die door omstandigheden nooit doorgetrokken is naar Veurne. De stad heeft twee op- en afritten, namelijk Ieper-Centrum en Ieper-Noord. Vanuit Koksijde kan men de stad gemakkelijk bereiken via de N8. Ieper heeft ook een jachthaven, gelegen aan de Ieperlee die rechtstreeks verbonden is met de IJzer en zo verdergaat naar Diksmuide en Nieuwpoort.

## Diensten

### Onderwijs
Ieper telt zeven scholen voor secundair onderwijs, waarvan de vijf katholieke scholen zich gegroepeerd hebben in de Sint-Maartensscholen. Deze groep bevat het College (vroeger: Sint-Vincentius college), de Heilige Familie, het VTI, Immaculata en het Lyceum Onze-Lieve-Vrouw-ter-Nieuwe-Plant. Aan deze scholengemeenschap is ook een internaat gekoppeld. Daarnaast telt de stad samen met de deelgemeentes heel wat basisscholen, zoals bijvoorbeeld de VLAM. In de Oudstrijderslaan is ook een steinerschool gevestigd. Op Campus Minneplein zijn ook het Koninklijke Atheneum en het Koninklijk Technisch Atheneum. Op deze campus bevindt zich ook de middenschool.

### Bibliotheek
Sinds 2009 is de stedelijke bibliotheek volledig vernieuwd en kreeg het samen met de twee kunstacademies en het stadsarchief een nieuw onderdak op de voormalige Picanol-site die herdoopt werd tot de 'Neerstad'.

### Gezondheidszorg
Het ziekenhuis van Ieper is sinds enkele jaren een fusieziekenhuis van drie kleinere ziekenhuizen die verspreid liggen in de regio Ieper - Poperinge. Sinds 2007 zijn alle activiteiten gecentraliseerd op één campus in deelgemeente Sint-Jan. Hier werd een nieuwbouw opgetrokken om deze centralisatie te realiseren. Het ziekenhuis heet nu voluit 'Regionaal ziekenhuis Jan Yperman'.

## Toerisme
Ieper is een belangrijke toeristische trekpleister in het zuiden van West-Vlaanderen en tevens de grootste stad in de Westhoek. Voor de verblijfstoeristen kent Ieper zo'n 15 hotels, wat neerkomt op 381 kamers, met een gemiddelde bezettingsgraad van boven de 65 procent (in 2014 meer dan 75 procent). Het aantal overnachtingen lag in 2007 op 175 000. Naast hotels kent Ieper ook heel wat Bed & Breakfasts, 25 in totaal.
De meeste toeristen (zo'n twee derde) bezoeken de stad omwille van zijn oorlogsverleden. Vooral Belgen, Britten en Nederlanders zakken hiervoor naar de stad af. Door het oorlogsverleden van de stad was er dan ook een sterke stijging tussen 2014 en 2018, omwille van de herdenking "100 jaar Groote Oorlog". De streek ontving in die periode meer dan 2,7 miljoen toeristen met als topjaar 2014 met 800.000 bezoekers.Voor 2014 waren dat er ongeveer 370.000 per jaar.

## Economie
Ieper beschikt over een aantal bedrijventerreinen, samen goed voor 350 ha. Het grootste bedrijventerrein van de stad is te vinden langsheen het Ieperleekanaal. Verder zijn er ook kleinere bedrijventerreinen te vinden zoals de Picanolzone in het zuiden van de stad en het Ieper Business Park in het noorden. Verder is er plaats voor bedrijven langsheen de Zonnebeekseweg en ook in deelgemeente Vlamertinge bevinden er zich twee bedrijventerreinen.
In 2009 telde Ieper 21 908 jobs. Het aantal mensen op beroepsactieve leeftijd bedroeg dat jaar 21 290, goed voor een werkzaamheidsgraad van 70,31 % . De werkloosheidsgraad bedraagt momenteel 6,00 %. De stad telde in 2007 9 111 arbeiders en 8 444 bedienden. Zo’n 12,6 % van de beroepsactieve bevolking is zelfstandig. Het gemiddelde jaarinkomen bedraagt momenteel 17.896 euro.

## Sport

### Faciliteiten
Naast privé-infrastructuur en sportaccommodaties van scholen vindt men in de stad ook heel wat stedelijke infrastructuur. Deze is vooral gesitueerd langs de Leopold III-laan. Hier vindt men het stedelijk zwembad, twee sporthallen met een turnzaal, squashzaal, polyvalente zalen en gevechtssportzalen, en de vernieuwde atletiekpiste. Ook in deelgemeente Vlamertinge bevindt er zich een sporthal. Even verderop vindt men dan het nieuwe voetbalstadion, het Crackstadion. Langsheen de vestingen bevinden zich ten slotte twee tennisterreinen.

### Basketbal
In het basketbal speelde Athlon Ieper jarenlang in Eerste Klasse, maar deze club verdween in het begin van de 21ste eeuw na een faillissement. De eerste club werd daarna Melco Racing Ieper, die aantreedt in tweede nationale. Iebac Ieper speelt dan weer in de Provinciale afdelingen. In het vrouwenbasketbal speelt Blue Cats Ieper in de hoogste afdeling.

### Voetbal
Voetbalclub KVK Ieper was aangesloten bij de KBVB en speelde er in de nationale reeksen. De club ontstond in 1974 uit de fusie van Cercle Ieper, een van de oudere clubs van het land, en White Star Ieper. Beide clubs hadden al enkele seizoenen in de nationale reeksen gespeeld. Sinds juli 2013 is KVK Ieper samen met BS Poperinge gefusioneerd als KVK Westhoek en voetballen ze bij de 2de Amateurs.

### Wielrennen
De Stad Ieper wordt vaak aangedaan in de Vlaamse voorjaarkoers Gent-Wevelgem, zo passeerde de wedstrijd van 1945 tot en met 1991 ononderbroken door Ieper. Van 2013 deed ze 5 jaar lang het centrum van Ieper aan ter herdenking van 100 jaar Eerste Wereldoorlog (2014-2018). Vanaf 2020 zal Ieper voor zes jaar de nieuwe startplaats van Gent-Wevelgem worden.
Op 9 juli 2014 werd in Ieper de start van de 5e etappe van de Tour de France gegeven.

### Rally van Ieper
Ieper is jaarlijks de locatie van het grootste rallyevenement van België dat deel uitmaakt van het Belgische kampioenschap BRC, het Wereldkampioenschap rally en de FIA Benelux Trophy.

## Partnersteden
Steden waarmee stad Ieper een Jumelageovereenkomst heeft:
- Lehrte (Duitsland), sinds 1969
- Seelbach (Duitsland), sinds 1983
- Siegen (Duitsland), sinds 1967
- Sint-Omaars (Frankrijk), sinds 1969
- Sittingbourne (Verenigd Koninkrijk), sinds 1964

Stad waarmee stad Ieper een samenwerking heeft in het kader van internationale samenwerking met het zuiden - OS
- Wa (Ghana), sinds 2002

Steden waarmee stad Ieper een overeenkomst heeft in het kader van het internationaal netwerk Mayors for Peace:
- Hiroshima (Japan), sinds 2004
- Nagasaki (Japan), sinds 2004

## Trivia
- De Nederlandse spreekwoordelijke uitdrukking: "De dood van Ieperen" ('hij ziet eruit als de dood van Ieperen', hij ziet er zeer vaal en slecht uit) is niet, zoals soms wordt gedacht, terug te voeren op het gebruik van gifgas in die plaats in de Eerste Wereldoorlog, maar is al veel ouder en komt waarschijnlijk van de pestepidemie die in 1347 ook in Ieper woedde.
- Sinds juni 2009 heeft de stad een nieuw modern logo. Het logo staat op de vlaggen, uitnodigingen, straatnaamborden, voertuigen, stadsmeubilair, naamkaartjes, het stadsmagazine, flyers, brochures, affiches, etc.
- Ieper was tijdens de zomer van 2012 gaststad van het populaire één-programma Villa Vanthilt. Dit werd opgenomen vanop de grote markt in Ieper en dit was goed voor 30 uitzendingen. Ook het programma Vive le vélo, een praatprogramma met Karl Vannieuwkerke over de Tour de France werd uitgezonden vanop de grote markt van Ieper in 2012. Vlaanderen Muziekland met presentatrice Geena Lisa was al te gast in 2011 en 2012. In 2008 nam Ieper deel aan Fata Morgana, het was de eerste aflevering van het vijfde seizoen en Ieper behaalde hierin 4 sterren.
- De stad Ieper heeft een prominente rol in het stripverhaal De kattige kat van Suske en Wiske, nummer 205 uit de Vierkleurenreeks.
- Aan de Kemmelseweg is het Kwartier Eerste Wachtmeester André Lemahieu gelegen dat fungeert als start- en aankomstplaats van de Vierdaagse van de IJzer.

## Nabijgelegen kernen
Sint-Jan, Boezinge, Elverdinge, Brielen, Vlamertinge, Dikkebus, Voormezele, Zillebeke, Zonnebeke, Geluveld en Poperinge